# とくしまマルシェ
とくしまマルシェとは、徳島県徳島市東船場町の新町川沿いにあるしんまちボードウォークで毎月最終日曜日に開催される食文化のイベントである。
2010年12月26日に徳島経済研究所が中心となって初めて開催された。
毎月最終日曜日に徳島産の農産物や加工品をパラソルショップで販売している。マルシェとは、フランス語で「市場」を意味する。

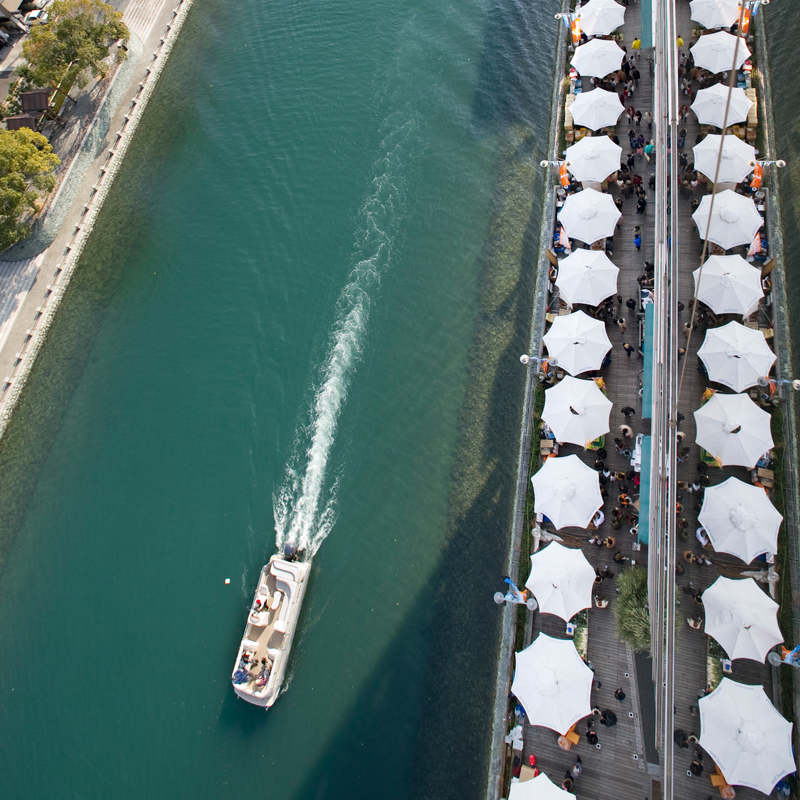
とくしまマルシェ 上空からのイメージ。

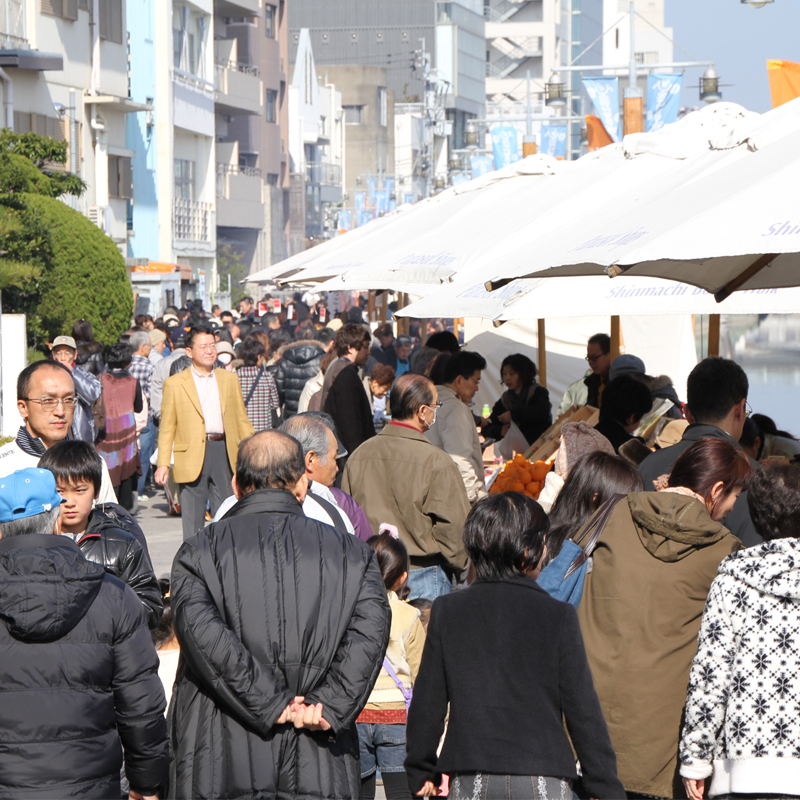
とくしまマルシェ会場には毎回平均１万人を超える来場者が集まる。

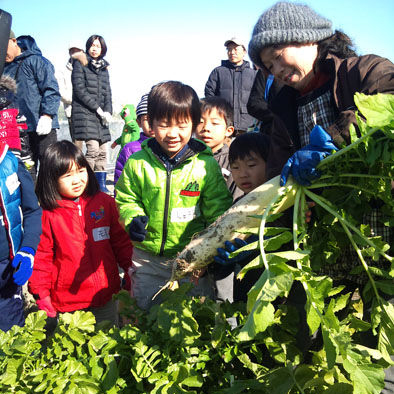
キッズファーマープロジェクトは、子どもたちが農作物の植え付け・栽培・収穫・加工・販売の一部を体験する食育プロジェクト。

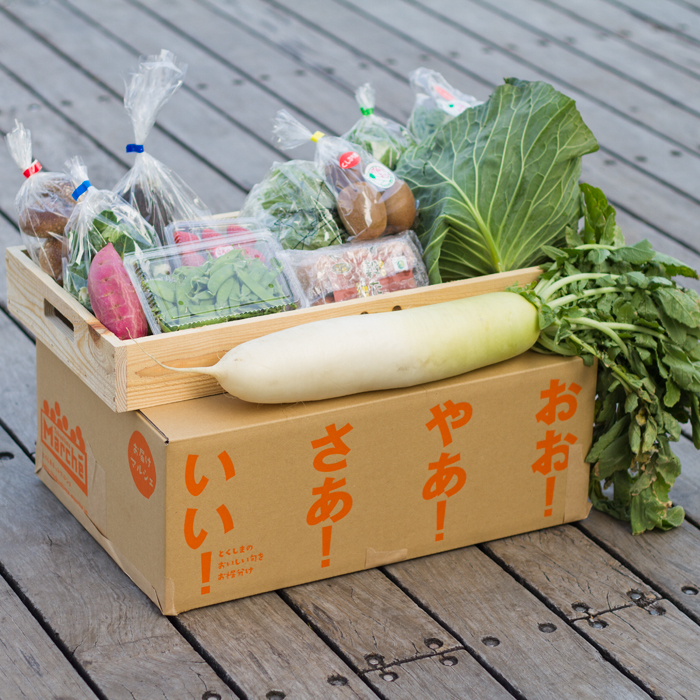
「お届けマルシェ」は、月に一度のとくしまマルシェ会場からスタッフにより選ばれた旬の商品をセットにして全国へ向けて発送する。

## 概要
「とくしまマルシェ」は「徳島LED アートフェスティバル」に次いで、徳島経済研究所が提案し実現した。農林水産省支援のもと始まった｢マルシェ・ジャポン｣の一環ではなく、徳島独自の取り組みであり、
- 農業ビジネスの活性化
- 産直市による県外観光客の誘致
- 中心市街地の活性化

を目的とする。

### 開催経緯と運営体制
徳島市は市の面積の13.6％を川が占める。川に囲まれた徳島市の中心部は、上空から見れば形がひょうたんに似ていることから、市民から「ひょうたん島」と呼ばれている。川を巡る周遊船が運航している。川の護岸は県産の青石で整備され、中心部の川沿いにはウッドデッキでできたボードウォークがある。
「自然と共生するお洒落な街」が徳島市の特徴であり、これらの特徴を生かし、経済活性化につながる効果を考え提案されたのが、「徳島LED アートフェスティバル」と「とくしまマルシェ」である。また徳島県は、温暖な気候、水資源、土壌などを生かし、野菜や果実、花、畜産物等品質の多種多様な農産物を生産しており、京阪神を中心とした大消費地への重要な供給基地として、農業ビジネスを活性化させようという動きが著しい。2009年5月に徳島経済研究所が農業法人など農業関係者、徳島県、徳島市、金融、流通業界等のメンバーによる「農業ビジネス活性化研究会」を立ち上げ、約1年間の議論を経て、2010年6月に「徳島県の農業ビジネス活性化構想｣を発表した。この構想の一部を具体化したのが、2010年12月からスタートした｢とくしまマルシェ」である。
また、インターネット販売をおこなうWEB サイト「とくしまネットマルシェ」を同時スタートさせた。両者を連携させることにより、徳島こだわりの農産物・加工品等を全国に情報発信している。更に、「とくしまマルシェ」「とくしまネットマルシェ」とも民間が運営しており、これらをサポートする「とくしまマルシェ実行支援委員会」を立ち上げ、徳島経済研究所が事務局となり、徳島経済研究所専務理事が委員長を務めている。この委員会には、「農業ビジネス活性化研究会」のメンバーやIT関係者、野菜ソムリエ等が参加しており、運営主体とともに｢とくしまマルシェ｣をバックアップしている。

### 開催概要
マルシェとは、フランス語で「市場」という意味である。「とくしまマルシェ」の特徴は、
- 徳島産の農産物やそれらの加工品を厳選し、
- 徳島市中心部の川沿いにあるしんまちボードウォークで、
- ヨーロッパの朝市のような雰囲気の中、
- 生産者が消費者に直接販売をおこなっている。

とされている。

#### 開設場所
徳島市東船場町1丁目（新町川ボードウォーク）

#### 開催日時
毎月1回 最終日曜日、9時から15時

#### コンセプト
- 徳島県産のこだわりの農産物や加工品を直売するマルシェ
- 生産者と消費者やレストランシェフなどの実需者とを直接つなぐことで、新しいビジネスを創出
- 「食」をベースにしたライフスタイルを提案
- 食材を購入するだけでなくライブやショーなど空間と時間を楽しむ場所
- 学生等の農業ビジネス実践の場所
- 商品、人、空間など全国に発信できる生鮮バザール

#### 開催内容
- 野菜や果実、花、畜産物などこだわりの農産物の販売
- ジャムやジュース、菓子など加工食品の販売
- ライブやショー、関連イベントの開催

#### 特徴
徳島県産品のみを扱う
- 高付加価値商品を選定
- 味、鮮度、賞味最適時期にこだわるサービスを提供
- 季節生産時期が限られた入手困難な少量の産品も取り扱う

とされている。
「とくしまマルシェ」から掲げられているブランド化と全国へのPR活動
- 証明シール（専用ロゴ開発）、PR用のパンフレットを製作
- 全国へ向けて情報を発信する
- IT（ブログ、ツイッター、Uストリーム）を活用し情報発信
- 生産者や支援メンバーによる、産品の推薦理由(付加価値明示)、産品のストーリー、食べ方、レシピの提示産品の扱い上の注意事項等の説明をする

サイト｢とくしまネットマルシェ｣との連携
- とくしまマルシェ会場で、パンフレットの配布、ポスター掲示等により「とくしまネットマルシェ」をPRする。

### 掲げられているコンセプトと独自性
前項の「開催概要」に基づき、「とくしまマルシェ」の、他の代表的な「（産直）市」や、「とくしまマルシェ」の前身ともなった「パラソルショップ」との比較として以下のようなものが挙げられる。

#### （産直）市
管理・運営の方法で大きく二つのパターンに集約できる。
一つは管理・運営を自治体や地権者などがおこなっており、露天形態であり、出店者は出店費用のみ負担するもの。代表例としては、「高知市の日曜市」や「マルシェ・ジャポン」（農林水産省支援、2009年秋より全国8都市で始まった都市住民参加型市場）が挙げられる。
もう一つは管理・運営をおこなうものが建物や保冷設備、空調、中央レジシステムを整備し、出店者は売り上げに応じた手数料を支払うものであり、JA系大規模産直市などが該当する。

#### パラソルショップ
徳島市の中心市街地である新町川の新町橋～両国橋間は、1989年8月には北岸に新町川水際公園が、1996年2月には対岸にウッ ドデッキでできた｢しんまちボードウォーク(全長350m、全幅6m)｣が完成した。更ににぎわいを高めるため、1998年3月に中心商店街活性化事業の一つとして、｢パラソルショップ｣が開催された。直径約4mの大型布張りパラソル50基を製作し、商売を始めたい人などに、低料金で貸し出すものである。
ロケーション
「とくしまマルシェ」が開催される「しんまちボードウォーク」やアーケードは道であり、各機関の指導に従うことで初めて許可され、イベントが開催可能となる。
出店者の選考方法と統一デザイン
前出「パラソルショップ」の先例から、出店者の選考方法と統一デザインは以下のようなものが挙げられる。
- 産品を揃えるため出店者はマルシェ事務局が一軒一軒必ず現地視察をおこない出店を依頼している。
- さらに、「とくしまマルシェ」では、毎月必ず「フェア」と銘打ち、旬の作物等を統一テーマとし、出店を依頼している。いちごやトマト、じゃがいも等の産品や、冬の鍋物や春のフレッシュジュースをフェアとして取り上げており、季節感を大切に選定している。
- 出店者である生産者には、必ず販売も依頼しており、原則として委託販売を行っていない。現在の生産活動の中から出店時間を捻出してもらう必要があり、出店を断念する生産者があるのも事実である。
- ただし、天候不順により作物が予定通り収穫できなかった場合や、台風等により生産現場を離れられない場合については、直前での出店キャンセルにも柔軟に対応している。また、人気店については早々に完売となってしまったり、人員の関係で開催時間終了前に閉店することについても認めている。

以上の理由により現状では通常開催は月1回のペースであり、初回開催から半年が経過し、他のイベントと協賛した特別開催も手がけられている。
ビジネスモデル
「とくしまマルシェ」の主催者であるマルシェ事務局のビジネスモデルは、出店者が自身を披露する舞台として「とくしまマルシェ」を運営し、その中から「とくしまマルシェブランド」を育て、自身はブランドを使った事業を展開するというものである。
仕組みと仕掛け（PR活動）
「とくしまマルシェ」が打ち出した方針は、マスメディアによる「広報（PR、パブリックリレーション）」が挙げられる。
ITの活用
「とくしまマルシェ」が活用するツールとして、インターネット上でのユーストリームやツイッター、フェイスブック等がある。
とくしまネットマルシェ
「とくしまマルシェ」のビジネスモデルの特徴として、「とくしまマルシェ」と同時に開始したバーチャル店舗「とくしまネットマルシェ」がある。「とくしまネットマルシェ」は、ネット店の紹介や通販だけでなく、「とくしまマルシェ」に関する様々な情報や実際の雰囲気がわかるフォトアルバムなども掲載しており、リアルとバーチャルが連動した作りとなっている。

## とくしまマルシェの効果
マルシェ事務局による「とくしまマルシェブランド」の加工商品や、出店者同士のコラボ企画があり、実際に商品化がおこなわれている。出店養鶏業者の卵と食料品製造業者による「調味料（マヨネーズ、タルタルソース、ドレッシング）」や、出店農家のトマトとレストランシェフのレシピによる「トマトのジャム」、季節限定ではあるが出店農家のイチゴを使った老舗和菓子店によるイチゴ大福が例として挙げられる。

### 中心市街地活性化
「とくしまマルシェ」を契機に、毎月最終日曜日の新町川周辺地域では、以下のようなイベントが展開されている。
- 2009年 4月 - わくわく日曜市（紺屋町商店街）開始
- 2010年12月 - とくしまマルシェ開始
- 2011年 3月 - グルメフェスタ（新町アーケード内）開始
- 2011年 5月 - けやき市（銀座商店街）開始
- 2011年 7月 - 眉山ロケ市（南内町子ども交通公園）開始（2012年2月まで毎週日曜日開催）

など

### 観光振興
県内外からの各種視察が相次いでおり、一種の産業観光として「とくしまマルシェ」を組み込んだ観光ツアーも企画され始めている。JTBの手配旅行パンフレット「旅百話 きて・みて・なっとく! おいでよ 徳島」にも「とくしまマルシェ」が多くのページで取り上げられている。
さらに、地元徳島の魅力を再発見してもらおうと、そごう徳島店が昨年開催した物産展「阿波フェスティバル」を、2011年8月に開催し、「とくしまマルシェ」も臨時出店した。
また、県立徳島商業高校と同小松島西高校によるコラボ企画である「とれたて野菜のおもてなしツアー」にも、第7回「とくしまマルシェ」見学が組み込まれており、「とくしまマルシェ」に出店している小松島西高校生による雪花菜（おから）を使ったアイスクリーム店との連携によるイベントとなった。

### 派生活動

#### キッズパルク
「キッズパルク」は「とくしまマルシェ」と連動し、子どもを対象に「食育」を目的とする憩いの場の提供である。「食育」は「とくしまマルシェ」が目指すコンセプトに合ったものであると同時に、来場者からのニーズに沿った企画でもある。第7回開催からスタート予定であったが、あいにくの天候から規模を大幅に縮小してのアーケード内スタートとなった。

#### キッズファーマープロジェクト
平成23年に徳島市協働支援事業と徳島市農林水産課によりスタートされた、農作物の「植付けから収穫・加工・販売」という一連の流れを、約半年かけて子どもたちが体験する「食育プロジェクト」。農作物が畑からお客さんの元へ届くまで、色々な人たちとのふれあいを通しながら、実際に“見て・さわって・感じられる”「社会の仕組みを学べる食育プログラム」

#### ECOdeMarche!!（エコ・デ・マルシェ）
NPO法人環境首都とくしま創造センターとの共催で、ボードウォーク一帯を「エコ・デ・マルシェ会場」とし、とくしまマルシェ当日にエコ推進活動を展開。参加は無料で、参加者にはマルシェ特製エコバッグが無償で提供される。

#### お届けマルシェ
とくしまマルシェ当日に会場に集められた商品の中から、スタッフが選んだ商品を箱詰めにし全国に発送するというサービス（徳島経済研究所『とくしまマルシェ』、2011、参考）。

## とくしまネットマルシェ
とくしまマルシェに出店している生産者達が運営しているオンラインショッピングサイト。利用者は生産者から直接買い物が出来る。また、とくしまマルシェの状況をUstreamを通してリアルタイムに配信したり、利用者が出品者とよりスムーズにコミュニケーションが取れるようFacebookやTwitterなどのソーシャルメディアも広く利用している。

## 交通
- JR徳島駅より徒歩約10分。
- 徳島自動車道「徳島インターチェンジ」より車で約10分。